# Alí ibn Ràixid
Alí ibn Ràixid (àrab: علي بن راشد, ʿAlī b. Rāxid) fou emir dels Awlad Mandil del Chelif.
A la mort del seu pare Ràixid ibn Muhàmmad vers el 1310, era encara molt jove i es va optar per treure'l del Chelif i fou portat com a refugiat a la cort marínida, on la seva tia era la vídua del sultà Yússuf ibn Yaqub (que va morir el 1307). Es va criar a la cort i quan fou adult va participar en les campanyes del marínides contra Tlemcen que van portar a la seva ocupació el 1337. Però quan el sultà marinida fou derrotat a Kairuan el 1348, es va apoderar de Miliana, Ténès, Brechk i Cherchell i va restablir l'emirat del Chelif com l'havien tingut els seus ancestres. Va demanar als marínides de reconèixer-lo a canvi del seu suport contra els abdalwadites que resorgien, però no ho va aconseguir. Ali especulava que els abdalwadites respectarien el principat, però es va equivocar i fou derrotat per aquests i es va suïcidar (vers 1351/1352). El seu jove fill Hamza ibn Alí va ser portat a Fes per ser criat com un marínida.